# Šiauliai
Šiauliai (in yiddish שאוול‎?, Schavel; in russo Шавли?, Šavli) è una città della Lituania nella regione storica della Samogizia.
Con 133900 abitanti è la quarta città più popolosa del paese.

## Storia
Šiauliai venne menzionata per la prima volta in un documento dei cavalieri portaspada con il nome di Soule. In questo documento viene descritta la battaglia che si combatté non lontano dalla città il 22 settembre 1236. Costruito come avamposto contro le scorrerie dei cavalieri teutonici, dopo la battaglia di Grunwald, Šiauliai incominciò a svilupparsi come centro urbano. Ottenne il diritto di Magdeburgo nel 1589 e, nel 1634, venne costruita l'attuale chiesa su una precedente in legno. 
Sebbene nel XVI secolo avesse raggiunto un relativo benessere, nel secolo successivo, Šiauliai venne prima devastata nel corso del Diluvio e poi fu afflitta da epidemie di peste. A causa della disastrosa situazione in cui versava l'area, i contadini locali si ribellarono, ed a quel punto Antoni Tyzenhaus elaborò una serie di progetti che portarono Šiauliai al suo antico splendore. Decise infatti di riorganizzare la città secondo i più moderni canoni urbanistici. Essa divenne un importante centro culturale e scolastico e, dopo le spartizioni della Polonia, passò sotto il controllo dell'Impero russo e fu ribattezzata dai russi Шавли (Šavli) o Шавель (Šavel'). 
Ciò nonostante vennero costruite nuove vie di comunicazione, come la strada per Riga e per Tilsit o la ferrovia per Liepāja. Inoltre vi aprirono numerosi stabilimenti e la popolazione salì a 16 000 unità, rendendo Šiauliai la terza città della Lituania. Nel 1909 il 56,4% degli abitanti erano ebrei. Nel corso della prima guerra mondiale la città fu duramente colpita dai combattimenti e il 65% dei suoi edifici venne incendiato. 

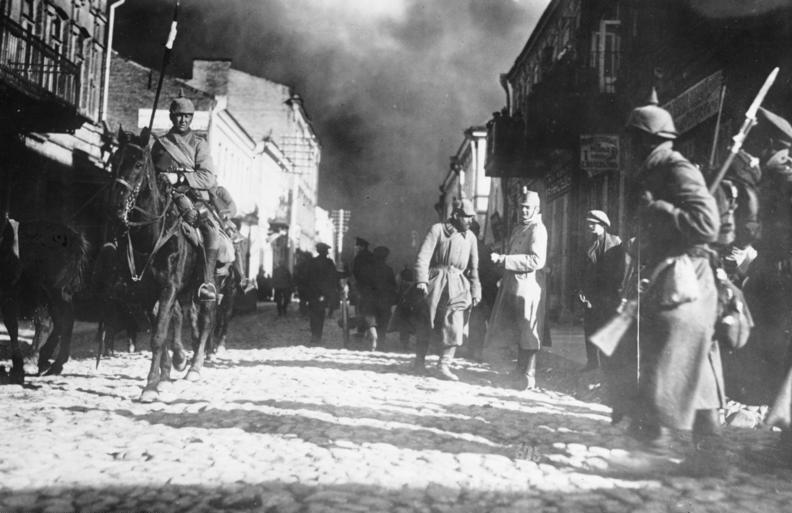
Soldati tedeschi a Šiauliai nel 1915.

Nel primo dopoguerra entrò a far parte della neonata Lituania e, prima dell'occupazione di Klaipėda da parte delle milizie lituane, era seconda per numero di abitanti solo alla capitale Kaunas. Sul finire degli anni venti il centro cittadino venne ricostruito e furono inaugurati servizi di trasporto pubblici, ma l'economia locale non navigava in buone acque, data la perdita dei contatti coi mercati russi, dove tradizionalmente venivano vendute le merci prodotte a Šiauliai. Per sopperire a questa mancanza, la città si aprì verso l'Europa occidentale, così venne inaugurata la ferrovia per il porto di Klaipėda.
Alla vigilia della seconda guerra mondiale Šiauliai era uno dei principali poli industriali e culturali del paese. Vi erano infatti un museo, un'università, una scuola per insegnanti, un teatro, una biblioteca e vi venivano stampati diversi periodici. Nel 1939 un quarto della popolazione di Šiauliai era composto da ebrei. Le truppe tedesche, che entrarono in città il 26 giugno 1941, sterminarono nella prima settimana d'occupazione circa 1000 ebrei. Al termine del conflitto solo 500 di loro, su una popolazione che prima del conflitto ammontava ad 8000 unità, si salvarono.

## La Collina delle Croci
La Collina delle Croci (in lituano Kryžių Kalnas) è un luogo di pellegrinaggio e una meta turistica che si trova nei pressi della città lituana di Šiauliai, lungo la strada E77 che collega Kaliningrad a Riga.
Si tratta di una piccola altura su cui si ergono oltre quattrocentomila croci, piantate per devozione dai pellegrini secondo una tradizione popolare che dura da alcuni secoli, ma che ha preso un enorme impulso nella seconda metà del XX secolo come simbolo dell'identità nazionale lituana. Ancora nel 1900, infatti, c'erano soltanto 130 croci sulla collina.

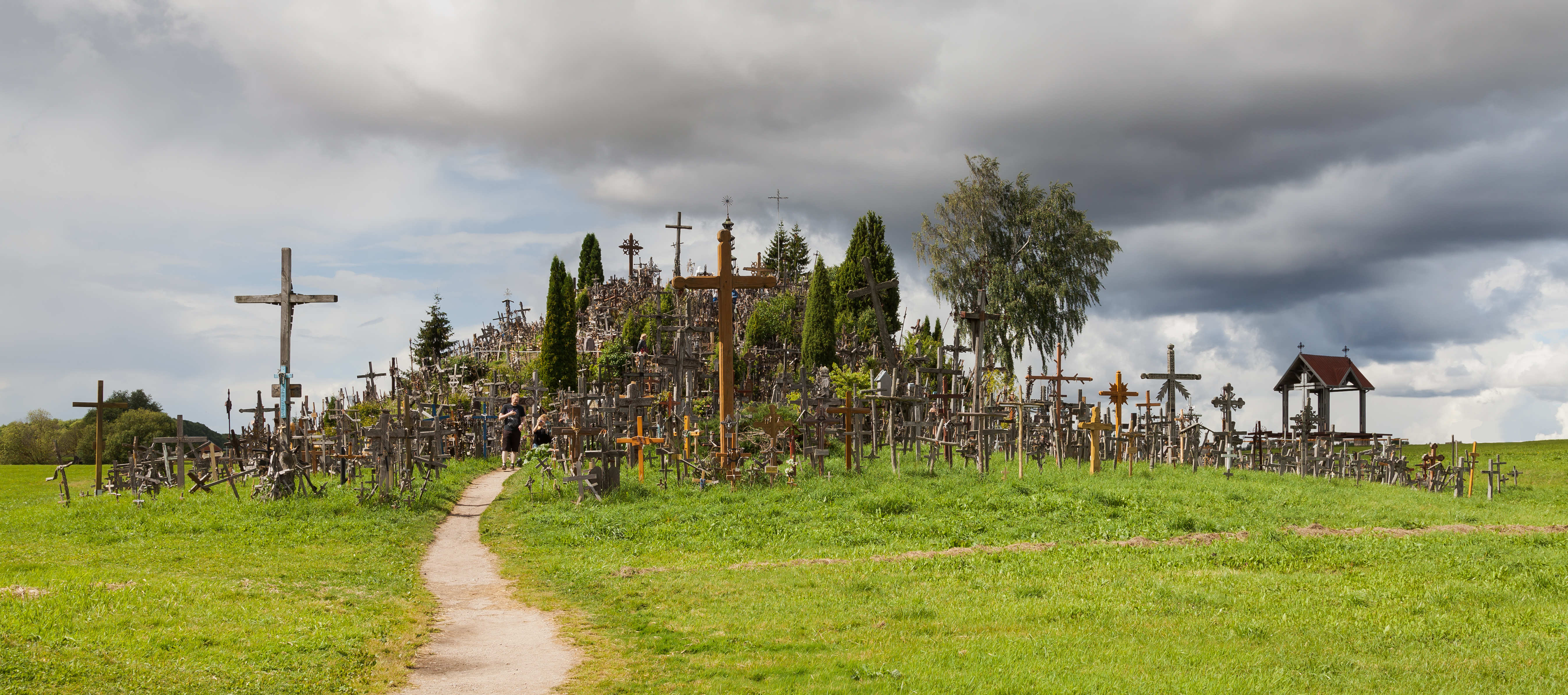
Collina delle Croci

Durante l'epoca sovietica, per tre volte le croci della collina furono completamente abbattute con le ruspe per disposizione del regime comunista, ma ogni volta ricomparivano sempre più numerose. Oggi si contano più di 400.000 croci di ogni dimensione, foggia e materiale, da piccole croci in plastica fabbricate in serie a croci artistiche monumentali.
La Collina delle Croci fu visitata il 7 settembre 1993 da papa Giovanni Paolo II. Il crocefisso da lui donato venne posto ai piedi della collina. Il cardinale Vincentas Sladkevičius l'ha definita il «cuore della Lituania aperto all'Altissimo».

## Infrastrutture e trasporti
La città è servita dall'Aeroporto Internazionale di Šiauliai.

## Amministrazione

### Gemellaggi
Šiauliai è gemellata con:
- Chmel'nyc'kyj
- Częstochowa
- Omaha[2]
- Baranavičy
- Fredericia
- Jelgava
- Kaliningrad
- Kristianstad
- Pärnu
- Etten-Leur
- Teterow
- Plauen

## Sport
Le due realtà sportive più importanti della città sono la squadra di pallacanestro, il KK Šiauliai, e la squadra di calcio, il FK Šiauliai. Entrambe le formazioni militano nei rispettivi massimi campionati.
La città è stata palcoscenico della competizione FIBA EuroBasket 2011, ospitando il gruppo B della prima fase (comprendente Italia, Serbia, Francia, Lettonia, Germania e Israele)